# Paul Stevens
Paul Stevens   (Lake Placid, 16 d'octubre de 1889 - Schenectady, 17 de març de 1949) va ser un pilot de bobsleigh estatunidenc que va competir durant la dècada de 1930. Era germà dels també pilots de bobsleigh Hubert Stevens i Curtis Stevens.
El 1932 va prendre part en els Jocs Olímpics de Lake Placid, on guanyà la medalla de plata en la prova de bobs a 4 formant equip amb Henry Homburger, Percy Bryant i Edmund Horton.